# Edesjärvi
Edesjärvi este o arie protejată (arie de protecție specială avifaunistică — SPA) din Finlanda întinsă pe o suprafață de 174 ha, integral pe uscat.

## Localizare
Centrul sitului Edesjärvi este situat la coordonatele 62°29′39″N 23°35′18″E / 62.4942°N 23.5883°E.

## Înființare
Situl Edesjärvi a fost declarat arie de protecție specială avifaunistică în august 1998 pentru a proteja 14 specii de animale.

## Biodiversitate
Situată în ecoregiunea boreală, aria protejată nu include niciun habitat protejat.
La baza desemnării sitului se află mai multe specii protejate de  păsări (14): rață-cu-cap-castaniu (Aythya ferina), rața moțată (Aythya fuligula), bătăuș (Calidris pugnax), lebădă de iarnă (Cygnus cygnus), șoimul rândunelelor (Falco subbuteo), cufundar polar (Gavia arctica), cocor (Grus grus), Larus fuscus fuscus, pescăruș râzător (Larus ridibundus), corcodel-cu-gât-roșu (Podiceps grisegena), cresteț pestriț (Porzana porzana), chiră de baltă (Sterna hirundo), fluierar negru (Tringa erythropus), fluierar de mlaștină (Tringa glareola).
Pe lângă speciile protejate, pe teritoriul sitului au mai fost identificate 1 specie de păsări, 1 specie de mamifere.